# Tempestade subtropical Ubá
A tempestade subtropical Ubá foi a quarta em 2021 e a décima-quinta a se formar no Brasil desde o furacão Catarina de 2004. O sistema de baixa pressão evoluiu para um ciclone subtropical e, junto com a Zona de Convergência do Atlântico Sul (ZCAS), causou chuvas fortes em Minas Gerais, no Espírito Santo e principalmente na Bahia.

## Evolução
O sistema de baixa pressão se formou na costa do Rio de Janeiro e evoluiu-se para um ciclone subtropical. A baixa causou, junto com a Zona de Convergência do Atlântico Sul, chuvas fortes em Minas Gerais, no Espírito Santo e principalmente na Bahia onde precipitações grandes foram registrados na cidade de Itamaraju, com 527 milímetros. Mais de 30 municípios baianos decretaram estado de emergência por causa das fortes chuvas e dez pessoas morreram no estado.
No dia 10 de dezembro, o ciclone evoluiu e deu origem na costa do Sul do Brasil uma depressão subtropical, segundo carta sinótica da Marinha do Brasil. Na manhã do mesmo dia, o sistema evoluiu para uma tempestade subtropical e foi batizada "Ubá", segundo o CHM.
No dia 12 de dezembro, o sistema foi rebaixado a depressão subtropical ao sair da METAREA V e um dia depois, encontrando águas mais frias e muito cisalhamento do vento, foi rebaixado novamente para uma baixa pressão comum em alto mar.

## Consequências

### Inundações em Minas Gerais
No Vale do Jequitinhonha, em Minas Gerais, a chuva provocada pela ZCAS e este ciclone subtropical causaram alagamentos, com o rio Jucuruçu transbordado. Mais 5 mortes por causa destes sistemas foram relatadas. Uma barragem transbordou em Crisólita e na cidade de Monte Formoso, foram registrados 331 mm. 31 cidades mineiras estavam em estado de emergência.

### Inundações no sul da Bahia

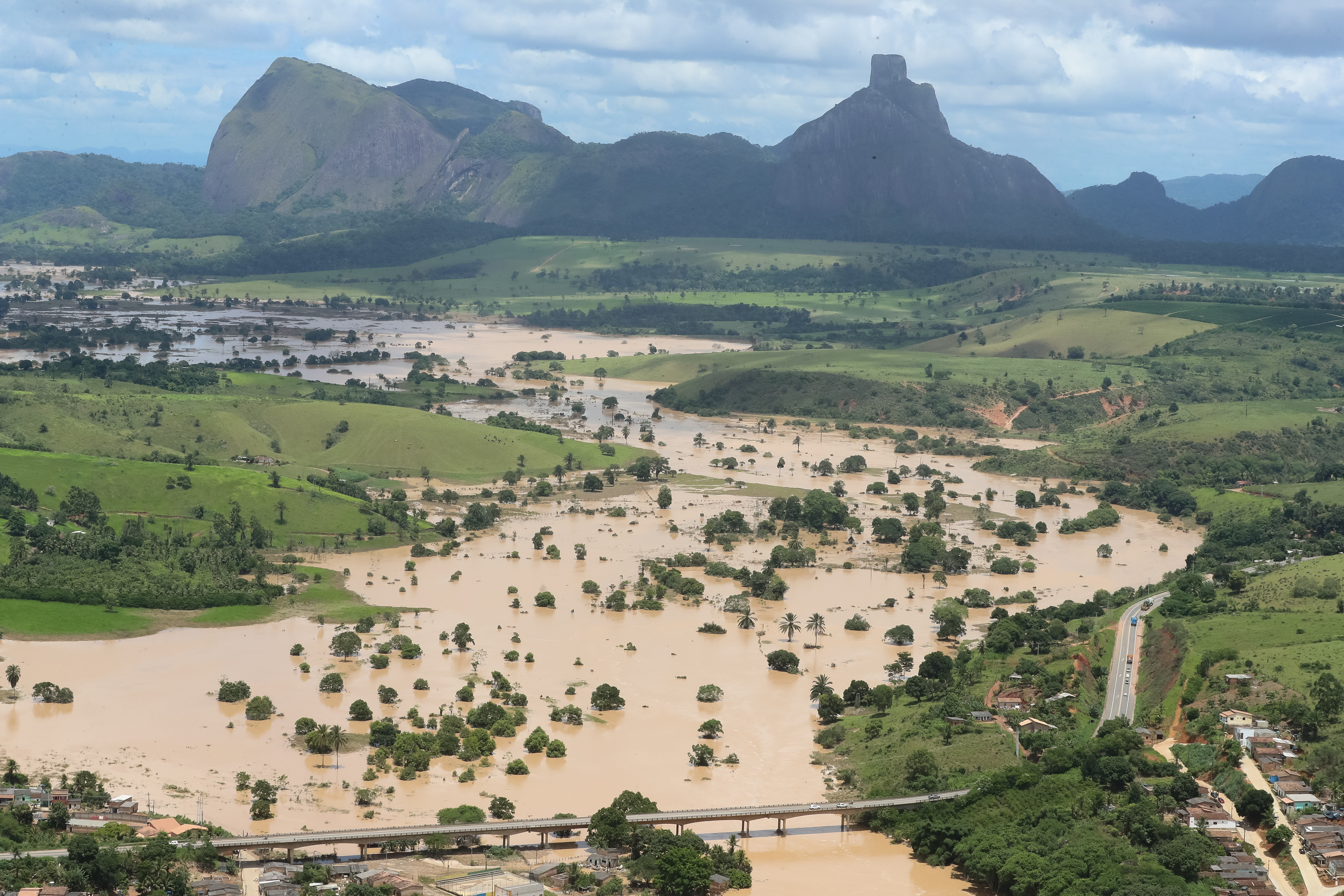
Fotografia aérea da região alagada no sul da Bahia

As inundações no Sul da Bahia começaram em 7 de dezembro de 2021, com as fortes chuvas que atingiram a região. Entre as cidades mais afetadas no Sul do estado estão Itamaraju, Eunápolis e Itabela, onde foi registrada uma forte elevação do nível dos rios e deslizamentos de terra. Outras cidades também foram afetadas, necessitando de assistência aérea para o resgate e suprimento de itens básicos. Em Ilhéus, a piscina de um resort de luxo transbordou, e alguns hóspedes tiveram que ser transferidos para outro hotel. O governo do estado da Bahia decretou situação de emergência em 24 municípios no dia 9. Notícias de mortes e desaparecimento circulavam na mídia, e eram estimados mais de mil pessoas deslocadas.
O evento foi causado pela Zona de Convergência do Atlântico Sul, que é uma faixa de nebulosidade de orientação noroeste/sudeste que se estende desde o sul da região amazônica até a região central do Atlântico Sul e é um fator climático frequente na região e por um ciclone subtropical. Em 2021, porém, a quantidade de precipitação se intensificou dramaticamente, em Itamaraju, que no mesmo período de 2020 recebeu 13 milímetros de chuvas, registrou aproximadamente 527 milímetros nesse ano. Em Jucuruçu, as chuvas causaram a elevação do nível dos rios da região, deixando inúmeras famílias desabrigadas.